# Große Synagoge (Russe)

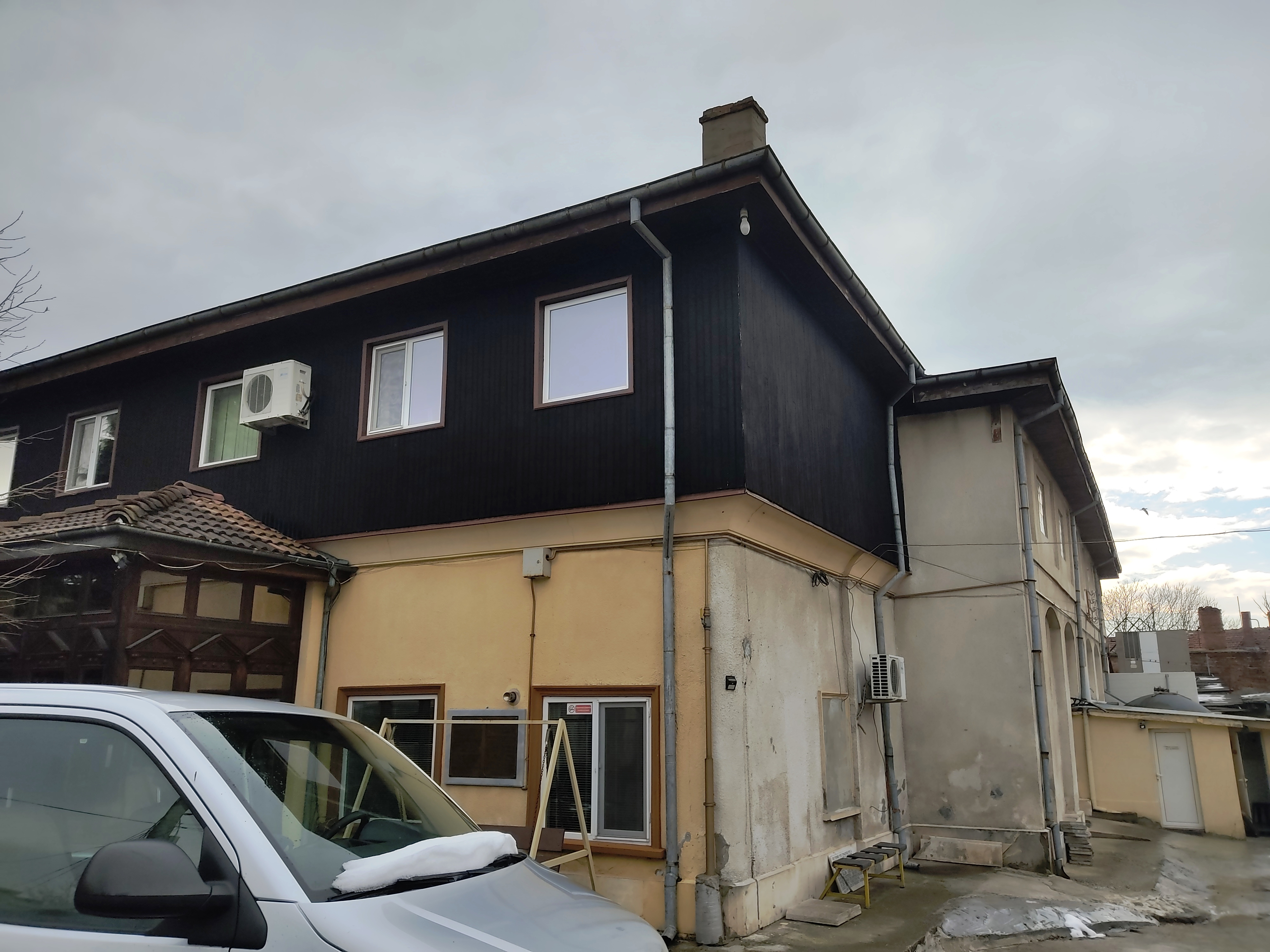
Ehemalige Große Synagoge (2021)

Die Große Synagoge in Russe, einer bulgarischen Stadt im Norden des Landes, wurde  1872 von den sephardischen Juden des Ortes errichtet.

## Geschichte
Bereits gegen Ende des 18. Jahrhunderts gab es in Russe in einem türkischen Privathaus einen Gebetsraum für die Juden. In 1826 erhielten sie erstmals das Recht, eine Synagoge zu bauen. Diese stand bis 1860. Die Große Synagoge, die auch unter dem Namen Kahal Kadosch Grande bekannt war, wurde 1872 errichtet.
Nach dem Zweiten Weltkrieg wurde sie 1948, wie auch die aschkenasische Synagoge in Russe, vom Staat übernommen und umgebaut, viele der Merkmale wurden dabei zerstört.
Nach 1990 wurde  das Gebäude von der amerikanischen „Church of God of Prophecy“ erworben und nach ihren Bedürfnissen umgebaut. Eine Plakette in Englisch und Bulgarisch beschreibt die „heroische Tat der Umgestaltung einer jüdischen Synagoge in einen christlichen Tempel“.

## Architektur
Das große, leicht längliche, Gebäude ist von einem Walmdach bedeckt. In dessen Inneren ist eine große Kuppel eingebaut. Diese wurde bei dem Umbau zu der Kirche verdeckt.
Entlang den Seiten sind Emporen angebracht, die mit Kragträger befestigt sind. Auf Säulen zum Abstützen  wurde verzichtet.
Die ursprünglichen Wand- und Deckengemälde sind nicht mehr vorhanden. Ebenfalls nicht mehr vorhanden ist der Toraschrein (bei den Sephardim „Hechal“ genannt).